# 정단우
정단우는 대한민국의 배우이자 영화 감독이다.

## 학력
- 캘리포니아 대학교 리버사이드캠퍼스 연극학과
- 메릴랜드 대학교 연극학과

## 작품 목록

### 영화
배우
- 《몽골리안 프린세스》 (2015년) - 단우 역
- 《오빠가 돌아왔다》 (2014년) - 취조인 1 역
- 《어차피》 (2012년)
- 《엇갈림》 (2012년) - 제엽 역
- 《어 맨스 월드》 (2012년) - 강동성 역
- 《백자의 사람: 조선의 흙이 되다》 (2012년) - 천수 역
- 《사랑 헤이!》 (2011년) - 블라인드 데이트 가이 터그 역
- 《좋은 꿈 꾸세요》 (2011년) - 주씨 역
- 《파인딩 조이》 (2011년)
- 《의뢰인》 (2011년) - 정신과의사 A 역
- 《리플렉션》 (2009년)
- 《좋은 사람 있으면 소개시켜 줘》 (2002년) - 지하철 남자 역

감독
- 《몽골리안 프린세스》 (2015년)

### 드라마
- 《출생의 비밀》 (2013년, SBS) - 데이빗 모건 케이 역
- 《말레이지아 드라마 아완 다니아 시즌 3》 (2010년, 아스트로)
- 《라이프 특별조사팀》 (2008년, MBC)
- 《대왕 세종》 (2008년, KBS)